# Zatoka Falerońska
Zatoka Falerońska (gr. Κόλπος Φαλήρου Kolpos Faliru) – zatoka Morza Egejskiego, będąca częścią Zatoki Sarońskiej, położona u wybrzeży centralno-wschodniej Grecji, w nomosie Attyka. Ma 1 mila (1,6 km) długości i 1,5 mili (2,4 km) szerokości. Nad zatoką są położone miasta Pireus oraz Paleo Faliro. Do zatoki uchodzi rzeka Kifisos. W starożytności nad zatoką był położony port Faleron (obecnie część Pireusu). W VII i VI wieku p.n.e. Ateńczycy korzystali z zatoki jako miejsca do cumowania, ponieważ obecny port był oddzielony od lądu stałego przez bagna. W 511 roku p.n.e. niewielkie siły spartańskie pod dowództwem Anchimoliusa wylądowały w zatoce w celu obalenia tyrana Aten Hippiasza, jednak wojska Hippiasza zadały im klęskę. Nad wschodnim wybrzeżem zatoki kończył się mur faleroński. Obecnie zatoka jest popularnym ośrodkiem turystycznym. 